# Kakumanu
Kakumanu là một mandal thuộc huyện Guntur, bang Andhra Pradesh.